# Akim Zedadka
Akim Zedadka, né le 30 mai 1995 à Pertuis (Vaucluse), est un footballeur international algérien qui évolue au poste d'arrière droit au Sabah FC.

## Biographie
En 2008, il intègre le pôle espoirs d'Aix-en-Provence, pour deux ans de préformation.

### La découverte de la Ligue 2 (2014-2017)
Akim Zedadka joue son premier match professionnel avec le FC Istres le 16 mai 2014, lors de la 38e et dernière journée de la saison 2013-2014 de Ligue 2. Ce match se solde par une défaite 1-0 des Istréens contre le SCO d'Angers. 
Alors qu'Istres descend en National 1, Zedadka se voit repérer par le Racing Club de Lens et signe en faveur du club nordiste. Le franco-algérien joue, comme prévu, en équipe réserve de Lens pour sa première saison où il est titulaire indiscutable. Pour sa deuxième saison, Zedadka réalise ses premiers apparitions avec l'équipe première de Lens lors de la saison 2016-2017. Finalement, il ne rentrera plus dans les plans de l'entraîneur et quitte Lens.

### Descente au monde amateur (2017-2019)
Non conservé par Lens, Zedadka décide de signer avec l'AS Saint-Rémoise. Il y retrouve du temps de jeu avec une quinzaine de matchs à la clé, et décide la saison suivant de signer avec le FC Marignane Gignac, club promu en National 1 lors de la saison 2018-2019. Titulaire indispensable, il ne peut cependant maintenir son équipe.

### Retour en Ligue 2 et montée en Ligue 1 (depuis 2019)
Lors de la saison 2019-2020, il signe en faveur du Clermont Foot 63 et retrouve par la même occasion le monde professionnel. En disputant 22 matchs sur 28, il devient un élément clé pour son équipe. Lors de la saison 2020-2021, sa place reste importante au sein du club.

Le 30 juin 2022, il s'engage librement pour trois saisons au LOSC Lille. Après huit matchs joués et un but inscrit avec son nouveau club, il est prêté en tant que joker à l'AJ Auxerre jusqu'à la fin de la saison, sans option d'achat. 

### Carrière internationale
Akim Zedadka a déclaré en février 2020 : « J'espère être prêt pour une convocation mais ce qui est sûr c'est que j'ai envie de porter le maillot Algérien, je l'ai toujours dit que je voulais jouer pour l'Algérie même avant que je signe à Lens. » Le 27 mai 2022 il est appelé par Djamel Belmadi pour la première fois afin de disputer les deux matchs de qualifications à la Coupe d'Afrique des nations 2023, contre l'Ouganda et la Tanzanie. Il joue sa première rencontre face à l'Iran, il est aligné titulaire sur le côté droit de la défense algérienne.

## Statistiques

### En club
| Saison                | Club                  | Championnat           | Championnat | Championnat | Championnat | Coupe nationale | Coupe nationale | Coupe nationale | Coupe de la Ligue | Coupe de la Ligue | Coupe de la Ligue | Compétition(s) continentale(s) | Compétition(s) continentale(s) | Compétition(s) continentale(s) | Compétition(s) continentale(s) | Total | Total | Total |
| Saison                | Club                  | Division              | M.          | B.          | P.d.        | M.              | B.              | P.d.            | M.                | B.                | P.d.              | Comp.                          | M.                             | B.                             | P.d.                           | M.    | B.    | P.d.  |
| 2013-2014             | FC Istres             | Ligue 2               | 1           | 0           | 0           | -               | -               | -               | -                 | -                 | -                 | -                              | -                              | -                              | -                              | 1     | 0     | 0     |
| 2014-2015             | FC Istres             | National              | 21          | 4           | 0           | 3               | 0               | 0               | 0                 | 0                 | 0                 | -                              | -                              | -                              | -                              | 24    | 4     | 0     |
| Sous-total            | Sous-total            | Sous-total            | 22          | 4           | 0           | 3               | 0               | 0               | 0                 | 0                 | 0                 | -                              | -                              | -                              | -                              | 25    | 4     | 0     |
| 2015-2016             | RC Lens rés.          | CFA                   | 27          | 0           | 0           | -               | -               | -               | -                 | -                 | -                 | -                              | -                              | -                              | -                              | 27    | 0     | 0     |
| 2016-2017             | RC Lens rés.          | CFA                   | 7           | 0           | 0           | -               | -               | -               | -                 | -                 | -                 | -                              | -                              | -                              | -                              | 7     | 0     | 0     |
| Sous-total            | Sous-total            | Sous-total            | 34          | 0           | 0           | -               | -               | -               | -                 | -                 | -                 | -                              | -                              | -                              | -                              | 34    | 0     | 0     |
| 2016-2017             | RC Lens               | Ligue 2               | 4           | 1           | 0           | 3               | 0               | 0               | -                 | -                 | -                 | -                              | -                              | -                              | -                              | 7     | 1     | 0     |
| 2017-2018             | AS Saint-Rémoise      | National 3            | 15          | 3           | 0           | -               | -               | -               | -                 | -                 | -                 | -                              | -                              | -                              | -                              | 15    | 3     | 0     |
| 2018-2019             | Marignane Gignac FC   | National              | 32          | 0           | 3           | 5               | 0               | 0               | -                 | -                 | -                 | -                              | -                              | -                              | -                              | 37    | 0     | 3     |
| 2019-2020             | Clermont Foot         | Ligue 2               | 22          | 1           | 0           | 1               | 0               | 0               | 2                 | 0                 | 0                 | -                              | -                              | -                              | -                              | 25    | 1     | 0     |
| 2020-2021             | Clermont Foot         | Ligue 2               | 35          | 1           | 0           | -               | -               | -               | -                 | -                 | -                 | -                              | -                              | -                              | -                              | 35    | 1     | 0     |
| 2021-2022             | Clermont Foot         | Ligue 1               | 38          | 0           | 3           | 1               | 0               | 0               | -                 | -                 | -                 | -                              | -                              | -                              | -                              | 39    | 0     | 3     |
| Sous-total            | Sous-total            | Sous-total            | 95          | 2           | 3           | 2               | 0               | 0               | 2                 | 0                 | 0                 | -                              | -                              | -                              | -                              | 99    | 2     | 3     |
| 2022-2023             | LOSC Lille            | Ligue 1               | 8           | 1           | 0           | -               | -               | -               | -                 | -                 | -                 | -                              | -                              | -                              | -                              | 8     | 1     | 0     |
| 2023-2024             | LOSC Lille            | Ligue 1               | 0           | 0           | 0           | 2               | 0               | 0               | -                 | -                 | -                 | C4                             | 2                              | 0                              | 0                              | 4     | 0     | 0     |
| Sous-total            | Sous-total            | Sous-total            | 8           | 1           | 0           | 2               | 0               | 0               | -                 | -                 | -                 | -                              | 2                              | 0                              | 0                              | 12    | 1     | 0     |
| 2022-2023             | AJ Auxerre (prêt)     | Ligue 1               | 20          | 0           | 0           | 2               | 0               | 0               | -                 | -                 | -                 | -                              | -                              | -                              | -                              | 22    | 0     | 0     |
| 2023-2024             | Real Saragosse (prêt) | La Liga 2             | 11          | 0           | 0           | -               | -               | -               | -                 | -                 | -                 | -                              | -                              | -                              | -                              | 11    | 0     | 0     |
| 2024-2025             | Piast Gliwice         | Ekstraklasa           | 12          | 0           | 1           | 1               | 0               | 0               | -                 | -                 | -                 | -                              | -                              | -                              | -                              | 13    | 0     | 1     |
| 2025-2026             | Sabah FC              | Premyer Liqası        | -           | -           | -           | -               | -               | -               | -                 | -                 | -                 | C3+C4                          | 2+4                            | 0                              | 1+0                            | 6     | 0     | 1     |
| Total sur la carrière | Total sur la carrière | Total sur la carrière | 253         | 11          | 7           | 18              | 0               | 0               | 2                 | 0                 | 0                 | -                              | 8                              | 0                              | 1                              | 281   | 11    | 8     |

### En sélection nationale
| Saison                | Sélection             | Phases finales        | Phases finales | Phases finales | Phases finales | Éliminatoires CDM | Éliminatoires CDM | Éliminatoires CDM | Éliminatoires CAN | Éliminatoires CAN | Éliminatoires CAN | Matchs amicaux | Matchs amicaux | Matchs amicaux | Total | Total | Total |
| Saison                | Sélection             | Compétition           | M              | B              | Pd             | M                 | B                 | Pd                | M                 | B                 | Pd                | M              | B              | Pd             | M     | B     | Pd    |
| --------------------- | --------------------- | --------------------- | -------------- | -------------- | -------------- | ----------------- | ----------------- | ----------------- | ----------------- | ----------------- | ----------------- | -------------- | -------------- | -------------- | ----- | ----- | ----- |
| 2021-2022             | Algérie               | -                     | -              | -              | -              | -                 | -                 | -                 | 0                 | 0                 | 0                 | 1              | 0              | 0              | 1     | 0     | 0     |
| 2022-2023             | Algérie               | -                     | -              | -              | -              | -                 | -                 | -                 | -                 | -                 | -                 | 0              | 0              | 0              | 0     | 0     | 0     |
| Total sur la carrière | Total sur la carrière | Total sur la carrière | -              | -              | -              | -                 | -                 | -                 | 0                 | 0                 | 0                 | 1              | 0              | 0              | 1     | 0     | 0     |

### Matchs internationaux
Le tableau suivant liste les rencontres de l'équipe d'Algérie dans lesquelles Akim Zedadka a été sélectionné depuis le 12 juin 2022 jusqu'à présent.

## Palmarès
| Clermont Foot                      |
| ---------------------------------- |
| - Ligue 2 : - Vice-champion : 2021 |

## Distinctions personnelles
- Membre de l'équipe-type de Ligue 2 en 2021